# Florian Hoxha
Florian Hoxha (* 22. Februar 2001 in Bülach) ist ein kosovarisch-schweizerischer Fussballspieler.

## Karriere

### Verein
Hoxha begann seine Laufbahn in der Jugend des FC Embrach, bevor er 2015 zum Grasshopper Club Zürich wechselte. Im März 2018 spielte er erstmals für die zweite Mannschaft in der 1. Liga. Bis Saisonende kam er zu insgesamt zwei Einsätzen in der vierthöchsten Schweizer Spielklasse. In der folgenden Spielzeit 2019/20 bestritt er zwölf Partien für die Reserve der Grasshoppers, bevor die Saison aufgrund der COVID-19-Pandemie abgebrochen wurde. 2020/21 absolvierte der Linksverteidiger elf Spiele in der 1. Liga, COVID-bedingt wurde jedoch lediglich die Hinrunde ausgetragen. Zur Spielzeit 2021/22 wurde er in das Kader der ersten Mannschaft befördert. Im August 2021 gab er beim 1:2 im Stadtderby gegen den FC Zürich sein Debüt in der erstklassigen Super League.

### Nationalmannschaft
Hoxha debütierte im März 2021 in der kosovarischen U-21-Auswahl.